# Grand Prix Štýrska
Grand Prix Štýrska (anglicky Styrian Grand Prix, německy Großer Preis der Steiermark) byl závod vozů Formule 1, pořádaný na okruhu Red Bull Ring. První závod se uskutečnil v sezóně 2020.

## Historie

### 2020
Pandemie covidu-19 vedla k narušení původně naplánovaného kalendáře, přičemž řada závodů byla zrušena. Grand Prix Štýrska byla přidána do znovu sestaveného kalendáře, jako jedna z jednorázových nových nebo vracejících se Grand Prix, aby vyrovnala ztrátu ostatních závodů. Ze startu z pole position vyhrál závod Lewis Hamilton s týmem Mercedes.

### 2021
Navzdory původnímu záměru konat jednorázové závody pouze v sezóně 2020, se kvůli přetrvávající pandemii covidu-19 Grand Prix Štýrska uskutečnila i v sezóně 2021. Jela se jako osmý závod sezóny dne 27. června a nahradila tak odloženou Grand Prix Turecka. Po zisku pole position vyhrál závod Max Verstappen s týmem Red Bull.

### Zánik
Od sezóny 2022 bude okruh Red Bull Ring hostit již pouze Grand Prix Rakouska.

## Oficiální názvy
- 2020: Formula 1 Pirelli Grosser Preis der Steiermark[4]
- 2021: Formula 1 BWT Grosser Preis der Steiermark[5]

## Vítězové Grand Prix Štýrska

### Vítězové v jednotlivých letech
| Rok  | Jezdec         | Konstruktér    | Trať          | Výsledky |
| ---- | -------------- | -------------- | ------------- | -------- |
| 2021 | Max Verstappen | Red Bull–Honda | Red Bull Ring | Výsledky |
| 2020 | Lewis Hamilton | Mercedes       | Red Bull Ring | Výsledky |